# باغ باغون
باغ باغون (بالفارسية: باغ باغون) هي قرية تقع في قسم جلغة تشاة هاشم الريفي (مقاطعة دلغان) في إيران. يقدر عدد سكانها بـ 534 نسمة .